# زوجة محرمة (فلم)
زوجة محرّمة فيلم من إخراج أحمد السبعاوي وبطولة: صلاح قابيل وسهير رمزي وفاروق الفيشاوي. إنتاج سنة 1991 .
القصّة:
تجد سهام نفسها في الشارع بعد وقوع منزلها، ولا تجد من يمد لها يد العون، تتعرض لمحاوله اغتصاب، الا ان الدكتور حسين ينقذها، ويحضرها إلى منزله، ثم يعجب بها ويعرض عليها الزواج، يرجع شقيقة الشاب يوسف من السفر، ويعيش الجميع في سعادة، الا ان الدكتور يصاب بشلل نصفي، مما يجعله يطلق سهام ويجبر يوسف على الزواج منها كي يضمن لها استمرار الحياه الكريمة في حالة وفاته، ينفذ يوسف رغبة شقيقه ويتزوج من سهام، يجري الدكتور عملية يشفى على اثرها من الشلل، مما يجعل الاطراف الثلاثة يعيشون موقفا بالغ الصعوبة والحساسية.